# Lachenalia unicolor
Lachenalia unicolor là một loài thực vật có hoa trong họ Măng tây. Loài này được Nikolaus Joseph von Jacquin  mô tả khoa học đầu tiên năm 1797.

## Hình ảnh

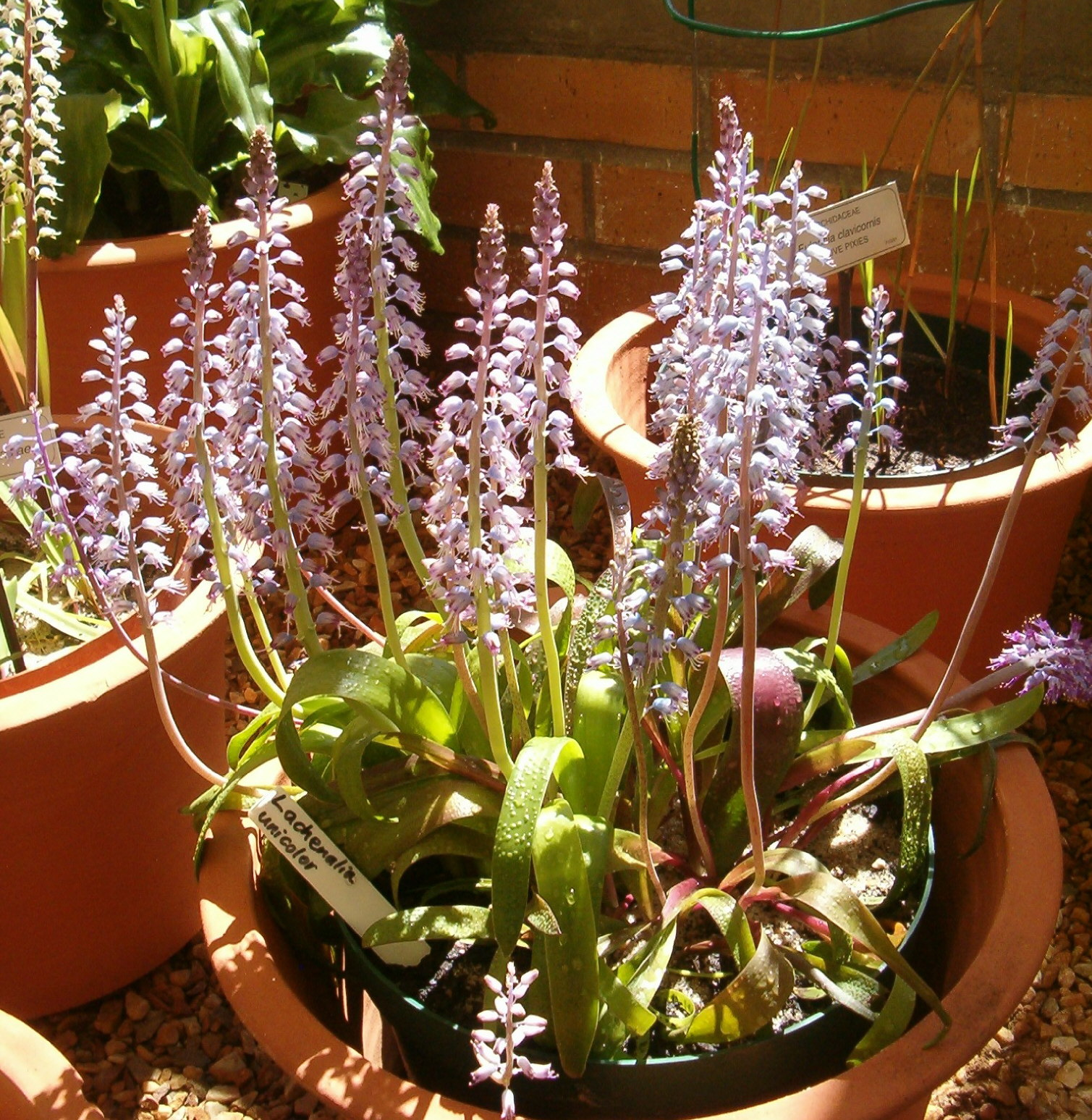
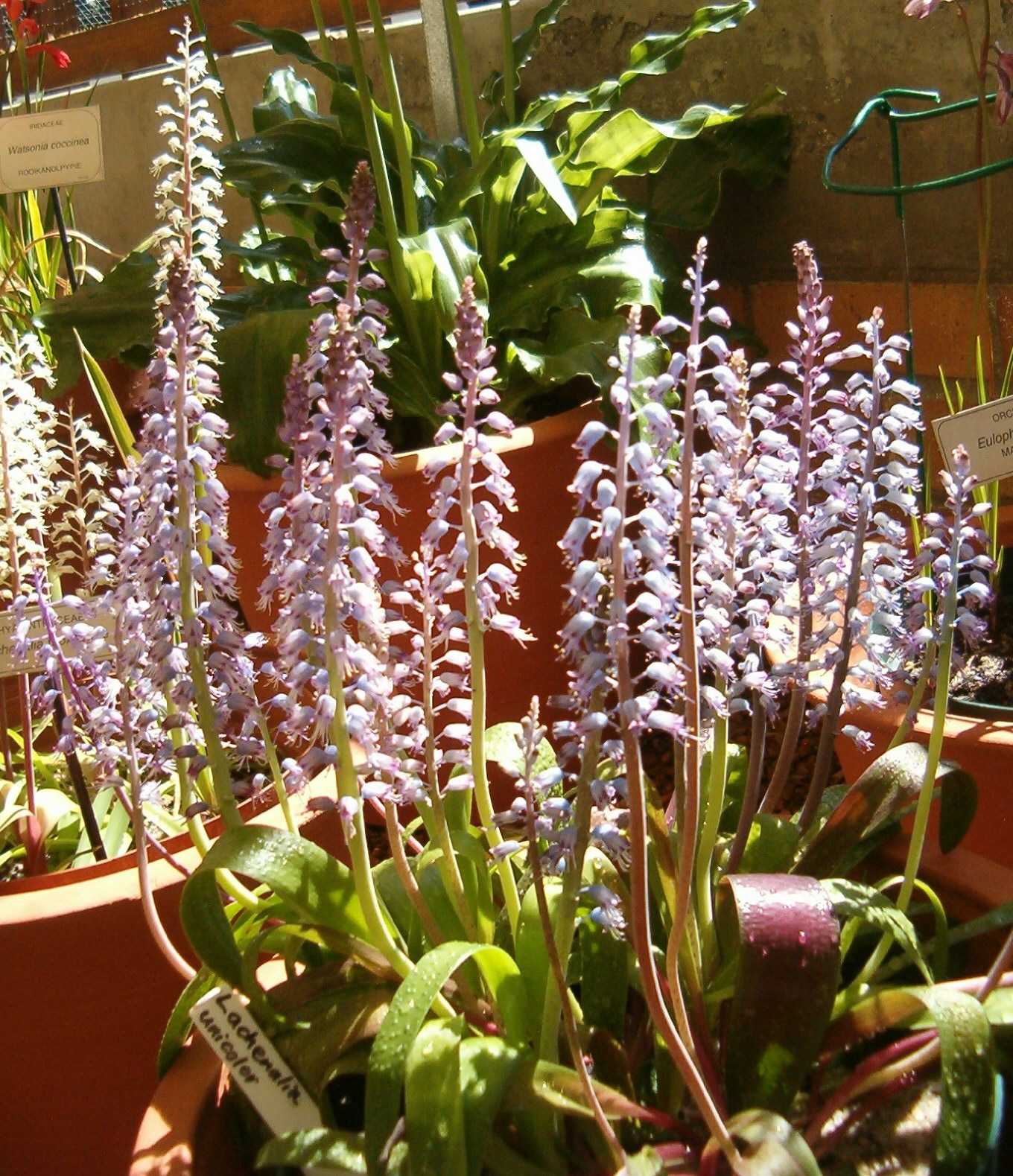
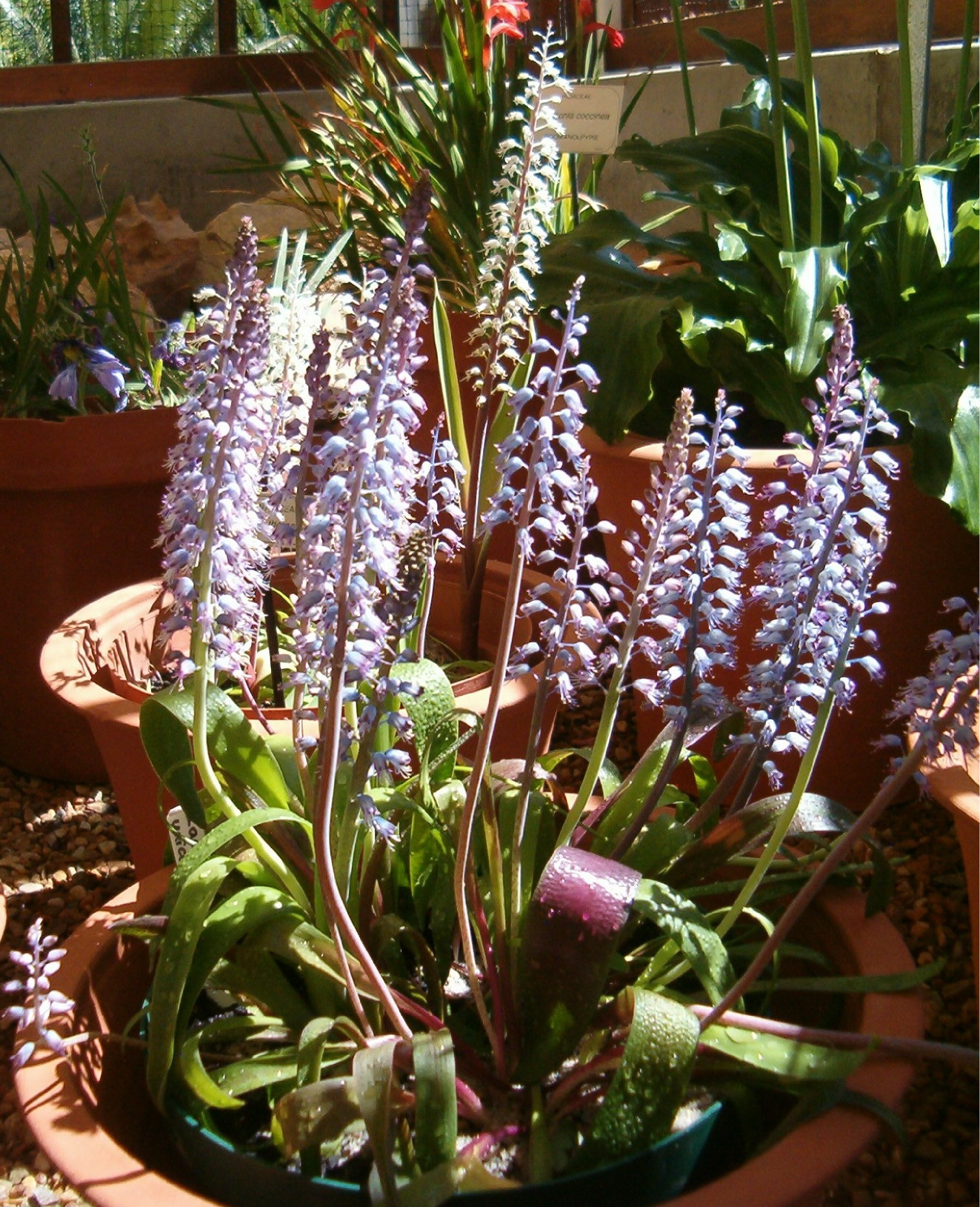